# Brillantblau FCF
Brillantblau FCF (E 133) ist ein blauer Triphenylmethanfarbstoff, der als Lebensmittelfarbstoff verwendet wird. Er gehört zur anwendungstechnischen Gruppe der Säurefarbstoffe und zählt zu den Patentblau-Farbstoffen.

## Eigenschaften
Brillantblau FCF ist ein rötlich-blaues Pulver, wasserlöslich und stabil. Mit sinkendem pH-Wert zersetzt sich der Farbstoff, wodurch das farbgebende π-Elektronensystem verkürzt wird. Dadurch schlägt die Farbe von Blau zuerst nach Grün und dann nach Gelb um. Sinkt der pH-Wert noch weiter, entfärbt sich Brillantblau vollständig. Die neutrale Lösung hat ein Absorptionsmaximum bei λmax. = 630 nm.

## Herstellung
Brillantblau FCF wird aus dem Natriumsalz der 2-Formyl-benzolsulfonsäure („2-Sulfobenzaldehyd“) und 3-{[Ethyl(phenyl)amino]methyl}benzolsulfonsäure hergestellt:
In Handel ist das Dinatriumsalz. Auch das Calcium-, Ammonium- und Kaliumsalz sowie der Aluminiumlack des Farbstoffes sind zugelassen.

## Verwendung

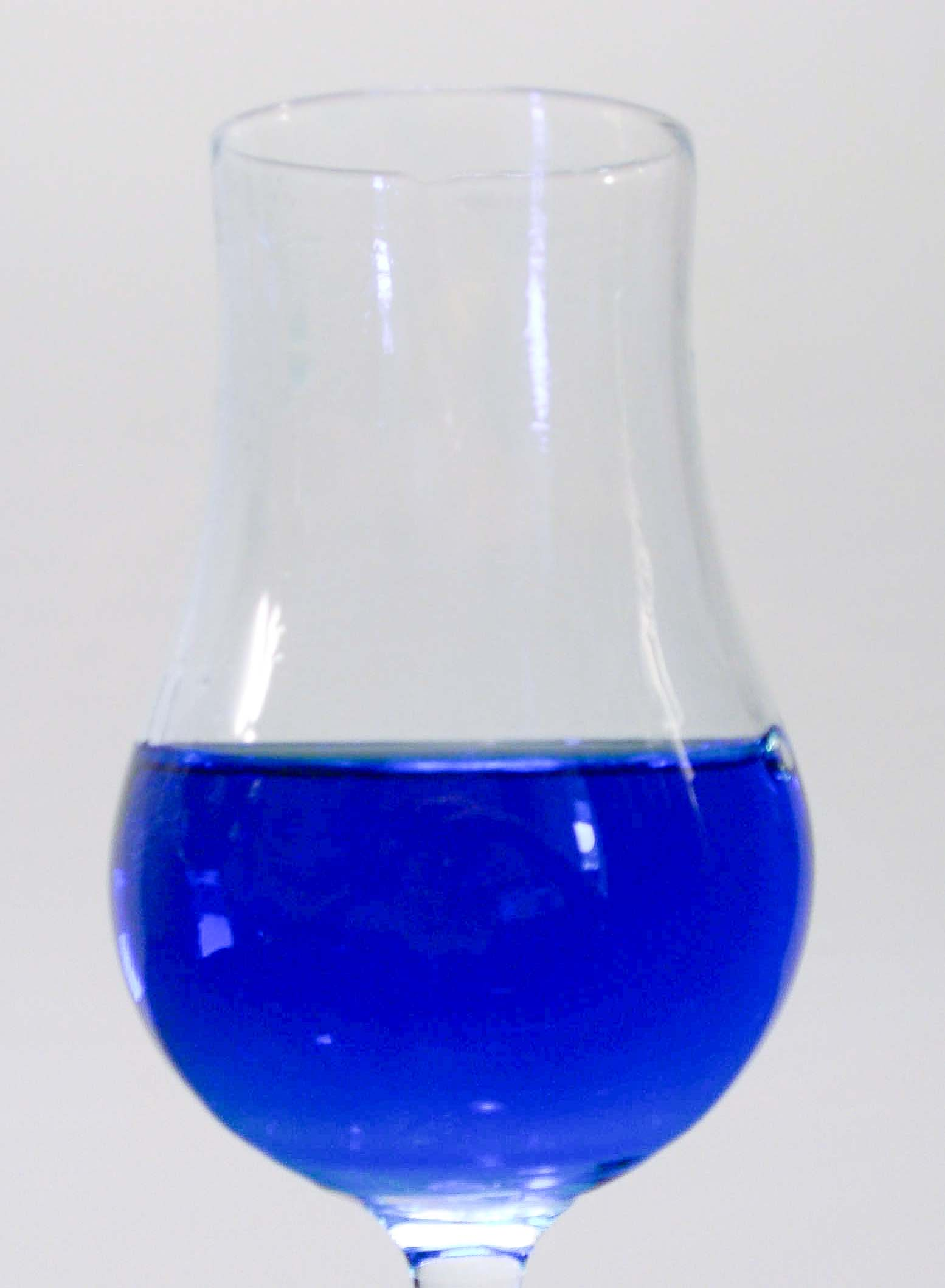
Verwendung im Blue Curaçao

Brillantblau FCF wird zur Färbung von Getränken, Speisen und Medikamenten verwendet sowie in flüssigen Tensidprodukten (Flüssigwaschmittel, Weichspüler) und in Mundwasser, Gel-Zahnpasta und Parfüms.
Um Grün-, Violett- oder Brauntöne zu erreichen, wird Brillantblau FCF mit anderen Farbstoffen gemischt, z. B. mit Tartrazin (E 102), um Grüntöne zu erzeugen.

## Gesundheit
Brillantblau FCF gilt als unbedenklich. Als erlaubte Tagesdosis wurden 6 mg/kg Körpergewicht festgesetzt. Der größte Teil des Farbstoffs wird unverändert ausgeschieden.

## Rechtliche Situation
Brillantblau FCF ist nur für bestimmte Produkte zugelassen. Dazu gehören unter anderem:
- essbare Überzüge für Käse und Wurst (qs)
- Süßigkeiten (max. 300 mg/kg)
- Kuchen, Kekse, Gebäck (max. 200 mg/kg)
- Spirituosen, Obst- und Fruchtweine (max. 200 mg/kg)
- Speiseeis, Desserts (max. 150 mg/kg)
- Saucen, Würzmittel, Appetithappen (max. 500 mg/kg)[13]
- alkoholische und nicht-alkoholische Getränke[13]